# 庚申倶楽部
庚申倶楽部（こうしんくらぶ）は、大正期に存在した衆議院の院内会派（1920年6月23日－1924年1月31日）。
旧正交倶楽部4名と旧新政会の21名が合流して結成、若尾璋八・吉村鉄之助・山本藤助・山邑太三郎の4名が幹事を務め、他に秋田清・難波作之進・宮田光雄などがいた。「中立」「是々非々」「一人一党」を掲げており、結束力は弱かった。また、実業界で活躍した人々が多いのも特徴的であった。
衆議院解散によって解散し、そのメンバーの多くが後に中正倶楽部に参加した。